# 長尾ランプ
長尾ランプ（ながおランプ）とは、兵庫県神戸市北区にある六甲北有料道路のランプ。

## 道路
- 六甲北有料道路（兵庫県道95号灘三田線）(09)

## 接続する道路
- 兵庫県道17号西脇三田線
- 兵庫県道73号山田三田線

## 周辺
- 麒麟麦酒神戸工場
- 神戸ロイヤルパインズゴルフ倶楽部
- 神戸リサーチパーク
- イオンモール神戸北
- 神戸三田プレミアム・アウトレット

## 隣
六甲北有料道路（北神バイパス）
神戸北IC - 大沢IC - 長尾ランプ - 神戸三田IC